# 메리 랜드
메리 랜드(Mary Denise Rand, MBE, 1940년 2월 10일 ~ )는 영국의 육상 선수로, 1964년 도쿄 올림픽 멀리뛰기 금메달리스트이다.

## 어린 시절
서머싯주의 웰스에서 태어나 자라온 랜드는 16세 때에 밀필드 학교에서 육상 장학금을 받았으며, 모든 스포츠에 뛰어나 올잉글랜드 학교 타이틀을 우승하였다. 그녀는 멀리뛰기, 높이뛰기와 허들에서 두드러졌고, 1956년 브라이튼의 훈련 캠프에서 올림픽 선수단의 게스트로 초청되어 최고의 높이뛰기 선수들을 꺾었다.

## 경력
17세 때에 5종 경기에서 국내 기록 4046점을 득점하고, 1958년 코먼웰스 게임에서 멀리뛰기 2위와 높이뛰기 5위를 하였다.
1960년 로마 올림픽에서 멀리뛰기의 자격전에서 영국 기록 6.33m를 세웠으나, 결승전에서 3개의 도약 중 2개에서 파울되어 9위에 그쳤다. 80m 허들에서는 4위로 오고, 1962년 베오그라드에서 열린 유럽 육상 선수권 대회에서 멀리뛰기와 400m 릴레이 동메달을 획득하였다.
1964년 도쿄 올림픽에서 멀리뛰기의 자격전에서 올림픽 기록 6.52m를 세우고, 결승전에서 우승 후보 소련의 타티야나 셸카노바와 폴란드의 이레나 키르셴스테인을 꺾고 우승하였다. 그녀의 첫 도약 6.59m는 영국 기록이었고, 비가 내리던 5회전에서 6.76m로 세계 기록을 깨면서 금메달을 획득하였다. 5종 경기에서는 5035점으로 2위, 400m 릴레이에서 3위를 하면서 총 3개의 메달을 획득하였다.
1964년 BBC 올해의 스포츠인상(BBC Sports Personality of the Year Award) 수상자로 선정되고, 이듬해 1965년 대영 제국 훈장 5등급(MBE)을 받았다.
도쿄 올림픽 후에 그녀의 훈련이 예전같이 강하지 않았으나 1966년 코먼웰스 게임에서 멀리뛰기 우승을 거두었다. 부상으로 1968년 멕시코시티 올림픽 팀 선발에 실패하여 은퇴하였다.
2009년, 잉글랜드 육상 명예의 전당에 헌액되었다.